# ブラダマンテ
ブラダマンテ（BradamanteまたはBradamant）は、マッテーオ・マリーア・ボイアルドの『恋するオルランド』とルドヴィーコ・アリオストの『狂えるオルランド』の2つの叙事詩に登場する架空の女騎士。これらの叙事詩の知名度のために、後世しばしば西洋芸術の題材とされた。

## 『恋するオルランド』と『狂えるオルランド』
キリスト教徒の女騎士であるブラダマンテはリナルドの妹で、ルッジェーロというサラセン人の戦士と恋に落ちるが、ルッジェーロがイスラム教徒から改宗しないかぎり結婚しないと言う。戦闘に優れるブラダマンテは、触れた者を落馬させる魔法の槍を手に、魔法使いアトランテによる投獄の危機からルッジェーロを救助した。
ルッジェーロとブラダマンテは作中で何度も離別しており、ブラダマンテの両親はルッジェーロがキリスト教に改宗した後も二人の結婚を認めず、ルッジェーロではなくレオという名の貴族を薦めた。そこでブラダマンテは自身に闘いで勝利した相手と必ず結婚すると決め、ルッジェーロはその試練に打ち勝った 。そして二人の結婚は、ボイアルドとアリオストの後援者でもあった貴族エステ家を生み出す事となった。
これらの詩はシャルルマーニュ伝説の叙事詩に描かれ、フランスものとブルターニュものに見られる題材を繰り返し混成された。

## 後世の作品
1582年、フランスの劇作家ロベール・ガルニエは、ブラダマンテとルッジェーロの恋愛劇をさらに発展させた悲劇『ブラダマンテ』を著した。
ブラダマンテを題材にしたいくつかの著名なオペラが描かれている。
- ラ・ブラダマンテ - ピエトロ・パオロ・ビサーリ作詞、ピエトロ・フランチェスコ・カヴァッリ作曲。1650年、ヴェネツィアのサンティ・ジョヴァンニ・エ・パオロ劇場で初公演[13]。
- ブラダマンテ - ピエール＝シャルル・ロワ（英語版）作詞、ルイ・ラコスト（英語版）作曲。1707年5月2日、王立音楽アカデミー（パリ国立オペラ）で初公演[14] 。
- ブラダマンテ - ハインリヒ・ヨーゼフ・フォン・コリン（英語版）作詞、ヨハン・フリードリヒ・ライヒャルト作曲。1809年2月3日、ウィーンで初公演[14]。
- ブラダマンテ - エドゥアルト・タウヴィツ（英語版）作曲。1844年、リガで初公演[14]。

ゲオルク・フリードリヒ・ヘンデルのオペラ『アルチーナ』にも登場する。
また複数の小説の主役としても起用されており、イタロ・カルヴィーノが1959年に発表した非常に皮肉的なシュルレアリスム小説『不在の騎士』がある。
映画では、シャルルマーニュ伝説を題材とした1983年のイタリアの映画『ハーツ・アンド・アーマー』（I Paladini: Storia d'armi e d'amori, Paladins—the story of love and arms）で、バルバラ・デ・ロッシが演じている。

## 参照
- ウィキメディア・コモンズには、ブラダマンテに関するカテゴリがあります。